# Вікове дерево дуба (Черкаський район, Софіївське лісництво)

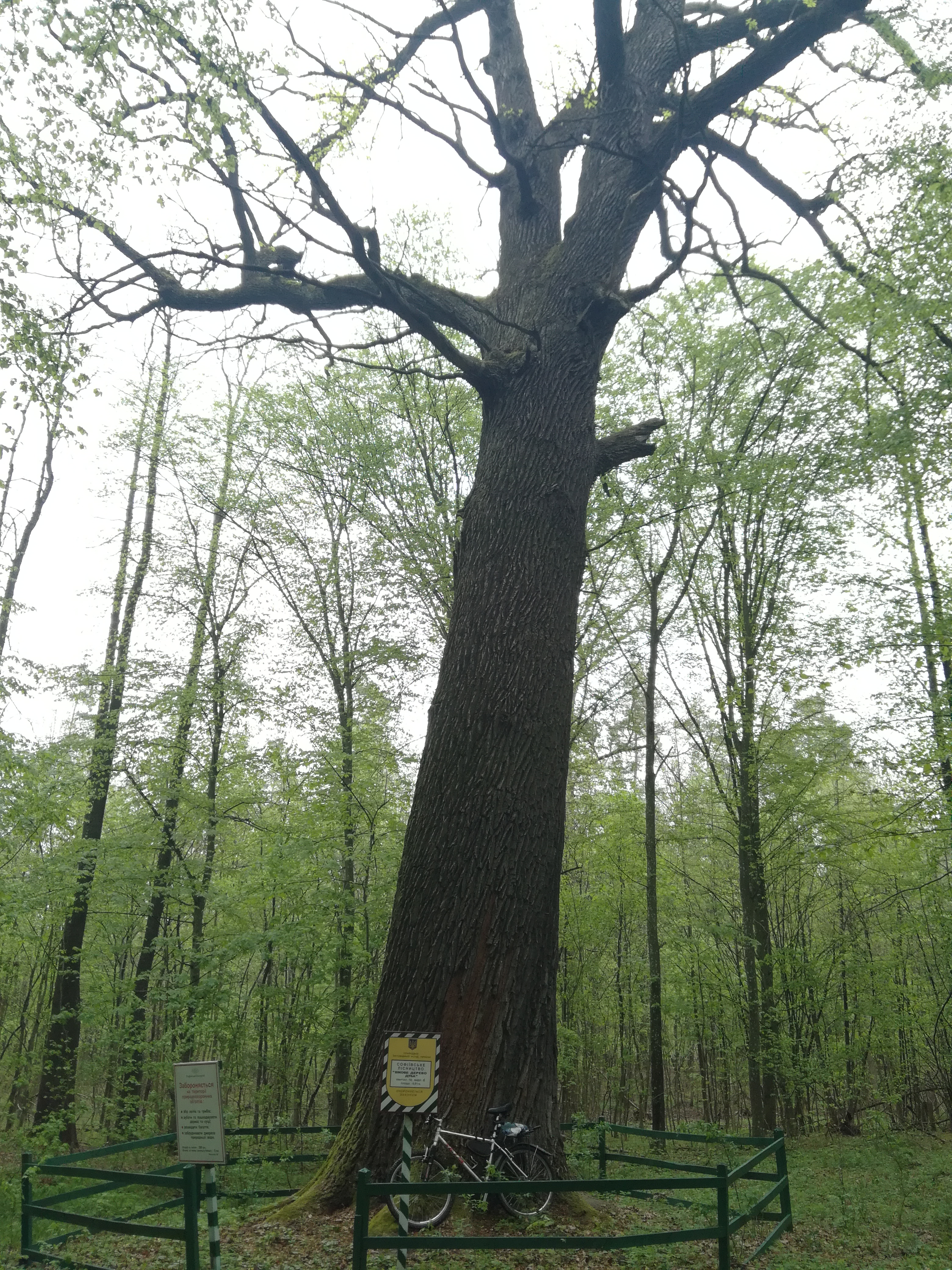
Вікове дерево дуба

Вікове дерево дуба — ботанічна пам'ятка природи місцевого значення. Об'єкт розташований на території Черкаського району Черкаської області, квартал 10 виділ 9 Софіївського лісництва.
Площа — 0,01 га, статус отриманий у 1975 році.